# Marea alta (pel·lícula)
 Marea alta  s una pel·lícula de l'Argentina filmada en colors dirigida per Verónica Chen sobre el seu propi guió que es va exhibir per primera vegada al públic al Festival de Cinema de Sundance de 2020 i després es va estrenar comercialment al maig de 2020 i va tenir com a actors principals a Gloria Carrá i Jorge Sesán.

## Sinopsi
Laura sedueix a Weismar, qui dirigeix una construcció a la seva casa de la platja, però els altres dos treballadors s'assabenten i comencen a actuar de manera assetjadora. Laura es reclou en la seguretat de la seva llar, comença a abusar de l'alcohol i no respon a les crides del seu marit mentre espera el retorn del seu amant.

## Repartiment
Van participar del film els següents intèrprets:
- Gloria Carrá…Laura
- Jorge Sesán...	Weisman
- Cristian Salguero...	Toto
- Mariana Chaud...	Ana
- Héctor Bordoni	...	Hueso

## Comentaris
Nicolás Bianchi al web elgolocine va opinar:
| « | ”El traç gruixut i fins i tot groller amb el qual està delineat el conflicte … provoquen que la pel·lícula, més que denunciar desigualtats i diferències, incorri, potser sense intenció, en actituds discriminatòries…no és una pel·lícula que facin venir ganes d'aixecar-se i deixar de veure-la, però sí que és una obra que deixa un regust agre i la sensació que el nucli del vist no està ben construït des de l'argumental.… Malgrat l'assenyalat, la pel·lícula té una presentació visual atractiva, unes preses precises de la casa moderna amb els seus finestrals que a vegades funcionen com a lloc segur o presó per a Laura, i una escena reeixida d'una caminada per la platja en la qual la protagonista es creua amb un peix mort en descomposició que la marea va llançar a la platja, i que funciona com a bestreta visual, sembra el podrit, encara que lamentablement després, el podrit s'ensenyoreix de tot. | » |

Jessica Kiang a Variety va escriure:
| « | ”Les motivacions de "Marea alta" demostren que no són només els valors progressistes els que poden ser interseccionales; en alguns llocs les seves oposats - preferències de classe, el sexisme i la intolerància- coexisteixen, es complementen i competeixen amb aquells…. Per a quan el drama… arriba al seu gir final lleugerament increïble, que sobtadament augmenta la pressió arterial d'aquesta pel·lícula que d'una altra manera seria hipotensiva, és difícil saber si llegir-ho com un triomf pervers o com una perversa tragèdia.” | » |

## Nominacions i premis
Festival de Cinema de Miami 2020
- Nominada al Premi a la Millor Pel·lícula en la competició HBO de cinema iberoamericà
- Verónica Chen nominada al Premi Knight Marimbes

LIII Festival Internacional de Cinema Fantàstic de Catalunya
- Guanyadora del Premi Blood Window al Millor Llargmetratge iberoamericà[4][5]
- Nominada al Premi Noves Visions a la Millor Pel·lícula

Festival de Cinema Splat! 2020
- Nominada al Premi del Públic a la Millor Pel·lícula
- Verónica Chen nominada al Premi Final Girl

Festival de Cinema de Sundance 2020
- Nominada al Gran Premi del Jurat de Cinema universal per a pel·lícules dramàtiques.